# Sojus TMA-16M
Sojus TMA-16M ist eine Missionsbezeichnung für den Flug des russischen Raumschiffs Sojus zur Internationalen Raumstation. Im Rahmen des ISS-Programms trägt der Flug die Bezeichnung ISS AF-42S. Es war der 42. Besuch eines Sojus-Raumschiffs an der ISS und der 148. Flug im Sojusprogramm.

## Besatzung

### Startbesatzung
- Gennadi Iwanowitsch Padalka (5. Raumflug), Kommandant (Russland/Roskosmos)[2]
- Michail Borissowitsch Kornijenko (2. Raumflug), Bordingenieur (Russland/Roskosmos)
- Scott Kelly (4. Raumflug), Bordingenieur (USA/NASA)

### Ersatzmannschaft
- Alexei Nikolajewitsch Owtschinin (1. Raumflug), Kommandant (Russland/Roskosmos)
- Sergei Alexandrowitsch Wolkow (3. Raumflug), Bordingenieur (Russland/Roskosmos)
- Jeffrey Nels Williams (4. Raumflug), Bordingenieur (NASA/USA)

### Rückkehrbesatzung
- Gennadi Iwanowitsch Padalka (5. Raumflug), Kommandant (Russland/Roskosmos)
- Andreas Mogensen (1. Raumflug), Bordingenieur (Dänemark/ESA)
- Aidyn Aimbetow (1. Raumflug), Bordingenieur (Kasachstan)[3]

Im September 2013 wurde bekannt, dass der ursprünglich nominierte Kommandant Juri Lontschakow das Kosmonautenkorps verlassen hat; später setzte Roskosmos’ Leiter Oleg Ostapenko ihn als Direktor des Juri-Gagarin-Kosmonautentrainingszentrums ein. Sein Ersatz wurde Gennadi Padalka.

## Missionsbeschreibung
Die Mission brachte drei Besatzungsmitglieder der ISS-Expeditionen 43 und 44 und zwei Mitglieder der ISS-Expeditionen 45 und 46 zur Internationalen Raumstation. 
Erstmals wurde auf der ISS die Einsatzzeit von Besatzungsmitgliedern (Michail Kornijenko und Scott Kelly) auf ein Jahr verlängert, um die Effekte lang andauernder Schwerelosigkeit in Hinblick eines bemannten Marsfluges besser studieren zu können. Der dadurch frei werdende Platz im Sojus-Raumschiff wurde an die Weltraumtouristin Sarah Brightman verkauft. Am 13. Mai 2015 wurde jedoch bekannt, dass sie den Flug aufgrund ungenannter Probleme in der Familie auf unbestimmte Zeit verschoben hat.
Am 28. August 2015 setzte die Startmannschaft um Gennady Padalka das Raumschiff vom Dockingmodul Poisk zum axialen Andockplatz am Wohn- und Servicemodul Swesda um. Damit konnte das Raumschiff Sojus TMA-18M mit dem ESA-Astronauten Andreas Mogensen und dem kasachischen Kosmonauten Aidyn Aimbetow gleich an seinem richtigen Dockingport anlegen. Die beiden starteten mit Sojus TMA-18M zu einer ISS-Kurzzeitmission und landeten wieder mit Sojus TMA-16M.
Sojus TMA-16M koppelte am 11. September 2015 pünktlich um 21:29 UTC mit Padalka, Mogensen und Aimbetow an Bord ab. Damit begann auf der ISS die Expedition 45 mit Scott Kelly als Kommandant. Der 4 Minuten and 43 Sekunden andauernde Deorbit Burn begann um 23:59 UTC in 12 km Entfernung zur ISS und brachte die Landekapsel um 0:28 UTC in die dichteren Bereiche der Erdatmosphäre. Der Bremsschirm wurde in 10,8 Kilometern Höhe aktiviert, in etwa 7,5 Kilometern Höhe entfaltete sich der riesige weiß-orange gestreifte Hauptfallschirm. Die Landung erfolgte schließlich um 0:51 UTC 153 km südöstlich von Scheskasgan bei Sonnenaufgang mitten in der Steppe Kasachstans.

## Galerie

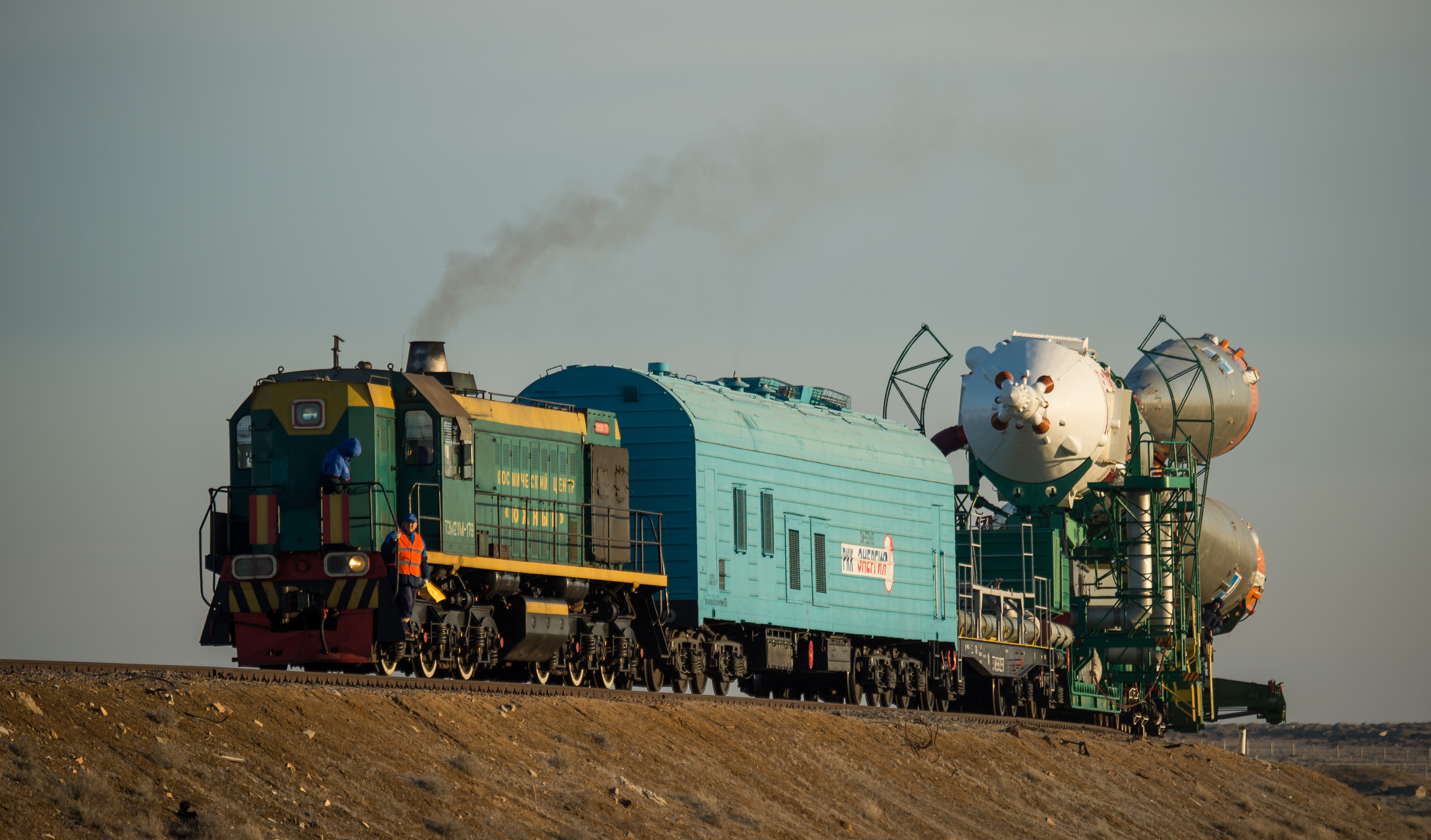
Der Rollout der Rakete am 25. März 2015
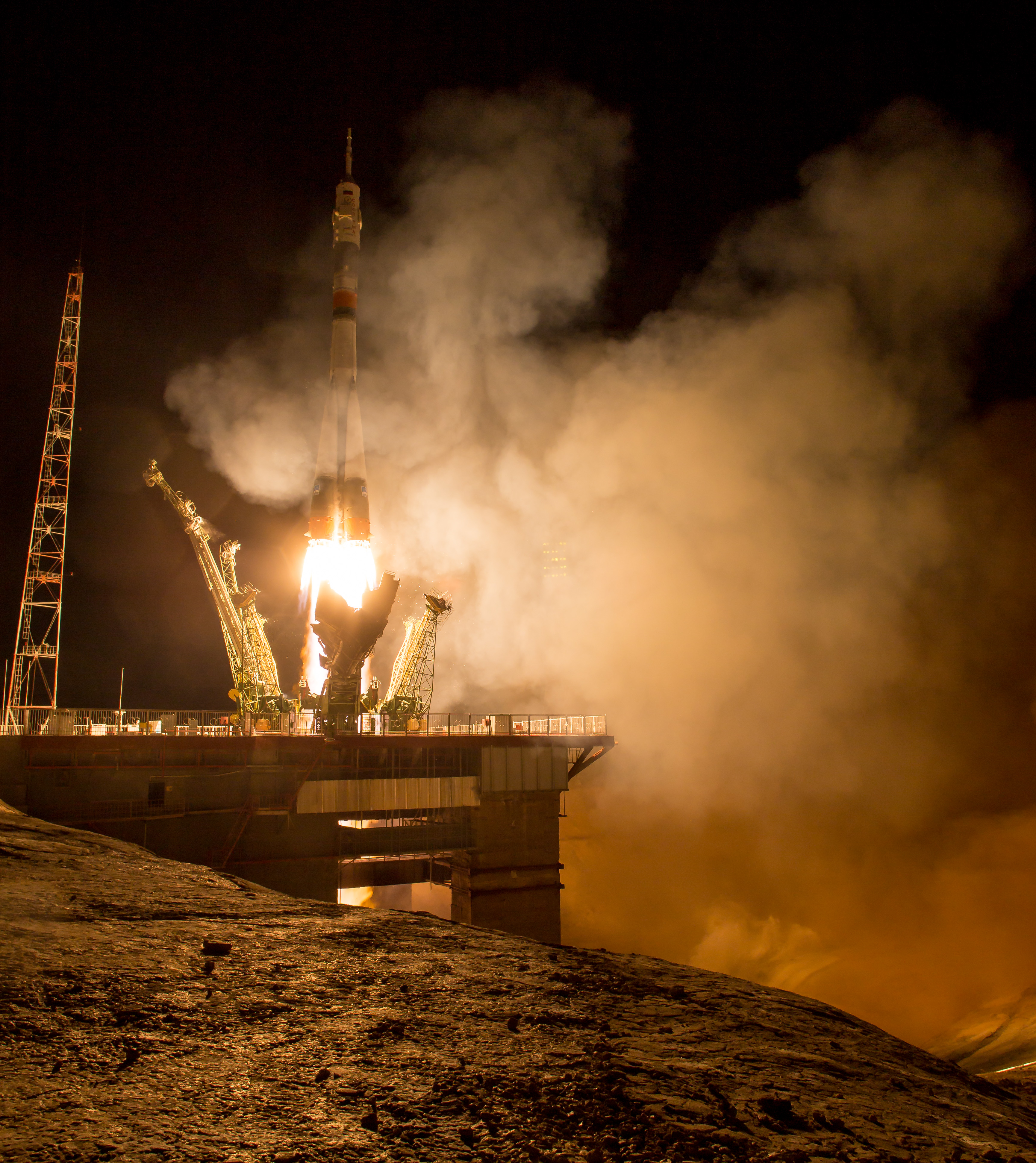
Der Start am 27. März
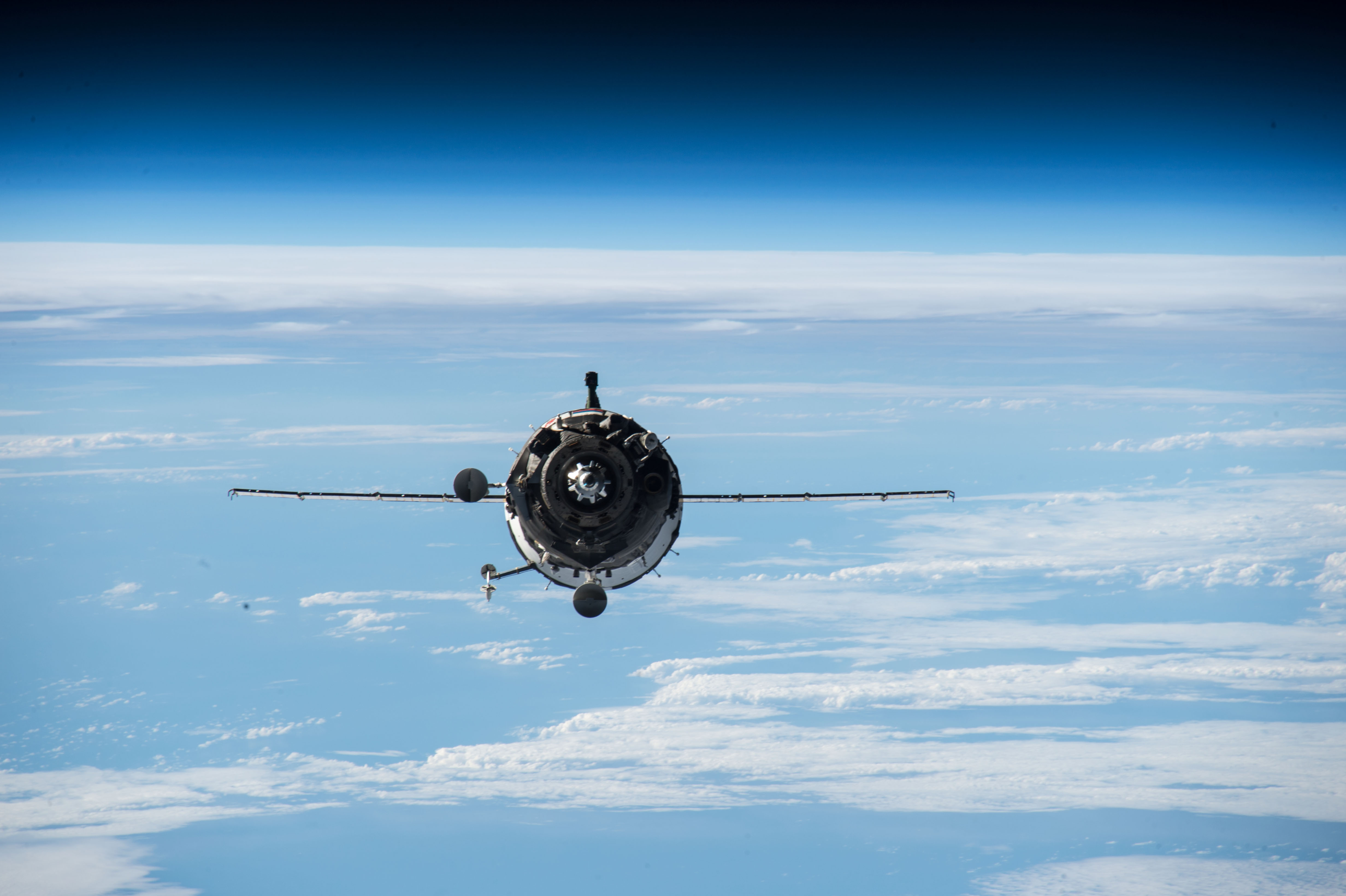
Das Raumschiff kurz vor dem Docken am 28. März
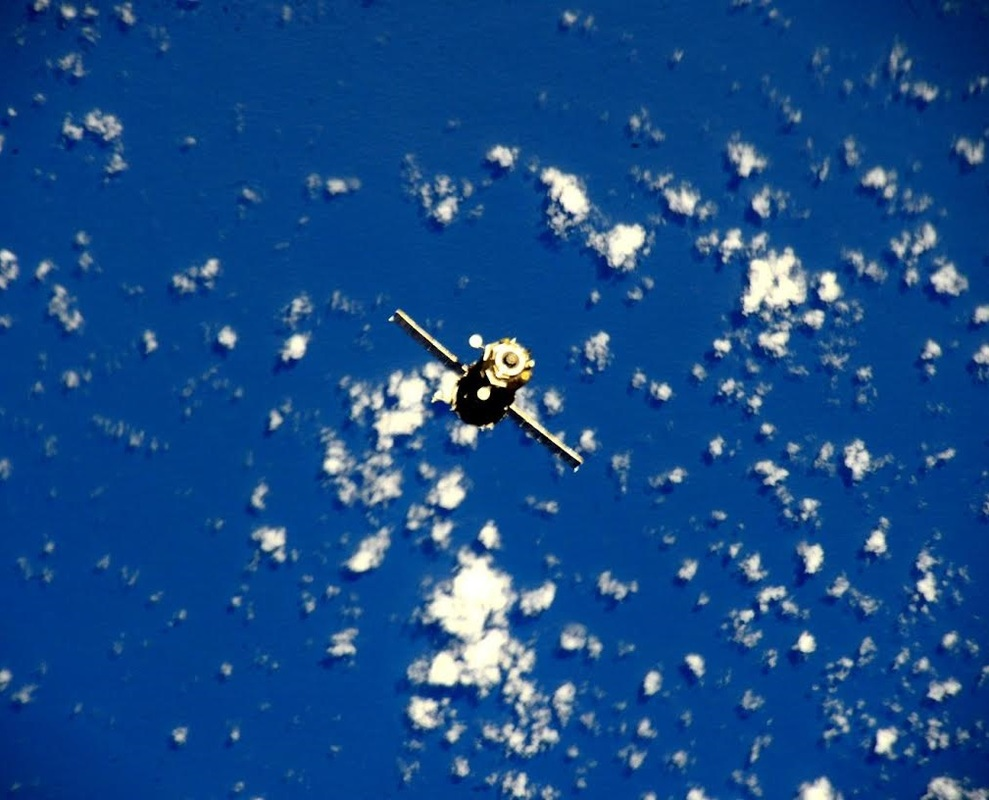
Nach dem Abdocken am 11. September
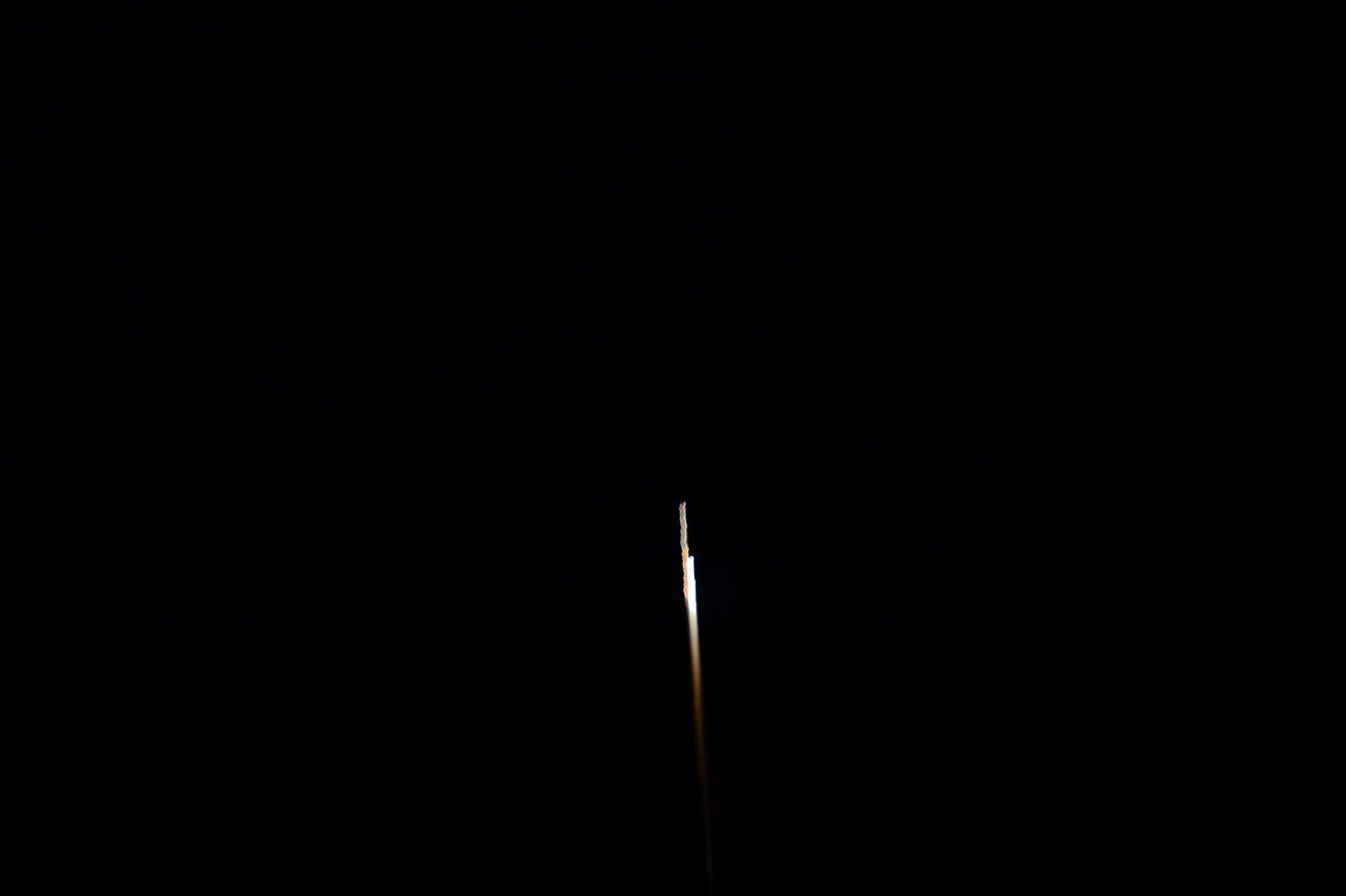
Die Landekapsel beim Wiedereintritt am 12. September
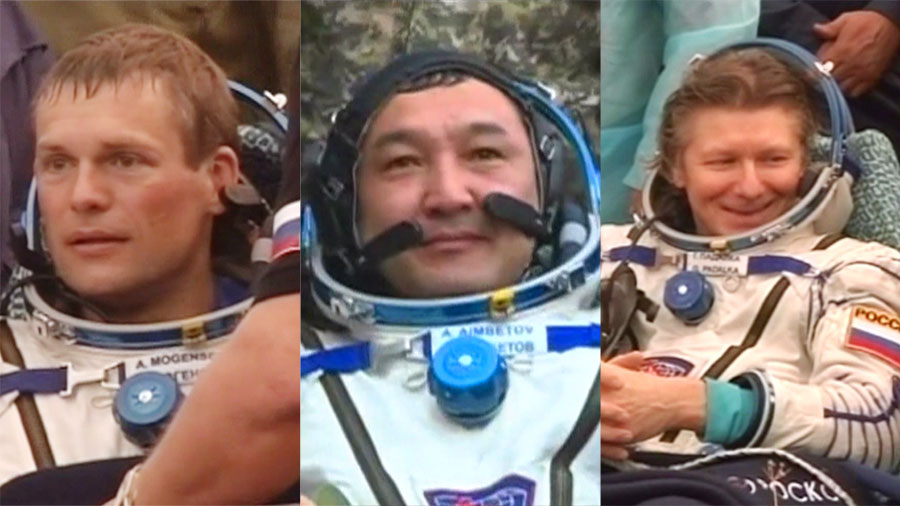
Die Rückkehrbesatzung kurz nach der Landung